# 5889 Mickiewicz
5889 Mickiewicz eller 1979 FA3 är en asteroid i huvudbältet som upptäcktes den 31 mars 1979 av den rysk-sovjetiske astronomen Nikolaj Tjernych vid Krims astrofysiska observatorium på Krim. Den har fått sitt namn efter författaren Adam Mickiewicz.
Asteroiden har en diameter på ungefär 26 kilometer.